# 129
129 рік — невисокосний рік, що почався в суботу за григоріанським календарем. 
Римська імперія •  Парфянське царство •  Кушанське царство •  Східна Хань •  Сармати

## Геополітична ситуація
Римську імперію очолює імператор Адріан (до 138). Імперія  займає Апеннінський, Піренейський та Балканський півострови, Галлію, частину Британії, Близький Схід, Північну Африку включно з Єгиптом. 
Наймогутніша держава центральної Азії — Парфянське царство. Наймогутніша держава Індостану — Кушанське царство. Династія Хань править у Китаї.  Корейський півострів ділять між собою Три корейські держави. 
Триває докласичний період цивілізації мая.
На території майбутньої України, в степах Причорномор'я, кочують сармати, північніше — племена Черняхівської культури.

## Події
- Римськими консулами були Публій Ювенцій Цельс Молодший та Тит Авфідій Геній Северіян. Консул-суфект Луцій Нерацій Марцел.
- У березні римський імператор Адріан вирушив кораблем з Елефсіна до Ефеса після того, як провів зиму в Афінах.[1]. Він продовжує свої інспекційні подорожі й відвідує Карію, Кілікію, Каппадокію та Сирію.
- 27 квітня Адріан побував у Лаодікеї[1].
- 23 червня Адріан перебував в Антіохії[1].
- У Ламбасі почалося будівництво нової римської фортеці для контролю над Нумідією[2].
- У Константинополі патріарха Діогена замінив патріарх Елевтерій.

## Народились
- Клавдій Гален (за іншими даними — 131) — грецький лікар, хірург і філософ римської доби.

## Померли
- Діоген (візантійський єпископ)